# Административна подјела Швајцарске
Швајцарска Конфедерација се састоји од 26 кантона. Сваки кантон има засебну структуру даље подјеле.

## Региони
За статистичке сврхе, Швајцарске је подијељена на седам региона који су НТСЈ другог степена:
| Источна Швајцарска:         | Кантони Санкт Гален, Тургау, Апенцел Аусероден, Апенцел Инероден, Гларус, Шафхаузен, Граубинден |
| Цирих:                      | Кантон Цирих                                                                                    |
| Средишња Швајцарска:        | Кантони Ури, Швиц, Обвалден, Нидвалден, Луцерн, Цуг                                             |
| Сјевернозападна Швајцарска: | Кантони Базел-град, Базел-провинција, Аргау                                                     |
| Област платоа:              | Кантони Берн, Золотурн, Фрибур, Нешател, Јура                                                   |
| Женевски регион:            | Кантони Женева, Во, Вале                                                                        |
| Тичино:                     | Кантон Тичино                                                                                   |